# Text S.A.
Text S.A. (vormals Livechat Software S.A.) ist ein polnisches Unternehmen mit Sitz in Breslau. Es entwickelt und vertreibt Kommunikationssoftware für Unternehmen.
Das wichtigste LiveChat-Produkt, Software as a Service (SaaS) LiveChat, wird von über 37.000 Kunden in 150 Ländern genutzt. Fast 80 % des Umsatzes werden in den USA mit Kunden wie IKEA, ING, Mercedes-Benz, Toyota, Henkel, Stanford University und UCLA erzielt.
LiveChat ermöglicht eine schnelle und intuitive Kommunikation zwischen den Mitarbeitern des Unternehmens und den Kunden, die die Website eines Unternehmens besuchen. Die Anwendung verfolgt auch die Aktivitäten der Kunden auf einer Website. Das Unternehmen wurde 2002 als Livechat Sp. z o.o. von Mariusz Rafal Cieply gegründet. Dieser hält im Jahre 2023 noch 13,07 % der Anteile und ist zugleich CEO. Im Oktober 2007 erfolgte die Umwandlung in eine Aktiengesellschaft. Im Jahr 2011 eröffnete das Unternehmen eine Niederlassung in North Carolina in den Vereinigten Staaten. Am 11. April 2014 wurde LiveChat Software S.A. zum ersten Mal an der Warschauer Börse notiert. Ende 2017 wurde das Unternehmen in den Mittelwerteindex mWIG40, im Juni 2019 in den neuen WIGTech-Index und im Dezember 2022 in den WIG30 aufgenommen.
Im Jahr 2023 wurde Livechat Software in Text umbenannt.

## Produkte
- LiveChat – eine Software für Verkauf, Beratung und Kundenservice auf der Website.
- ChatBot – eine Plattform zur Erstellung von Chatbots, früher bekannt als BotEngine.
- HelpDesk – ein System für den Kundenservice per E-Mail, Helpdesk-System.
- KnowledgeBase – eine Anwendung, mit der die Kunden ihre eigenen Wissensdatenbanken erstellen und teilen können.
- OpenWidget – ein Tool, das die Möglichkeit bietet, Widgets auf Websites von Unternehmen zu installieren.